# エルネスト・オシュデ

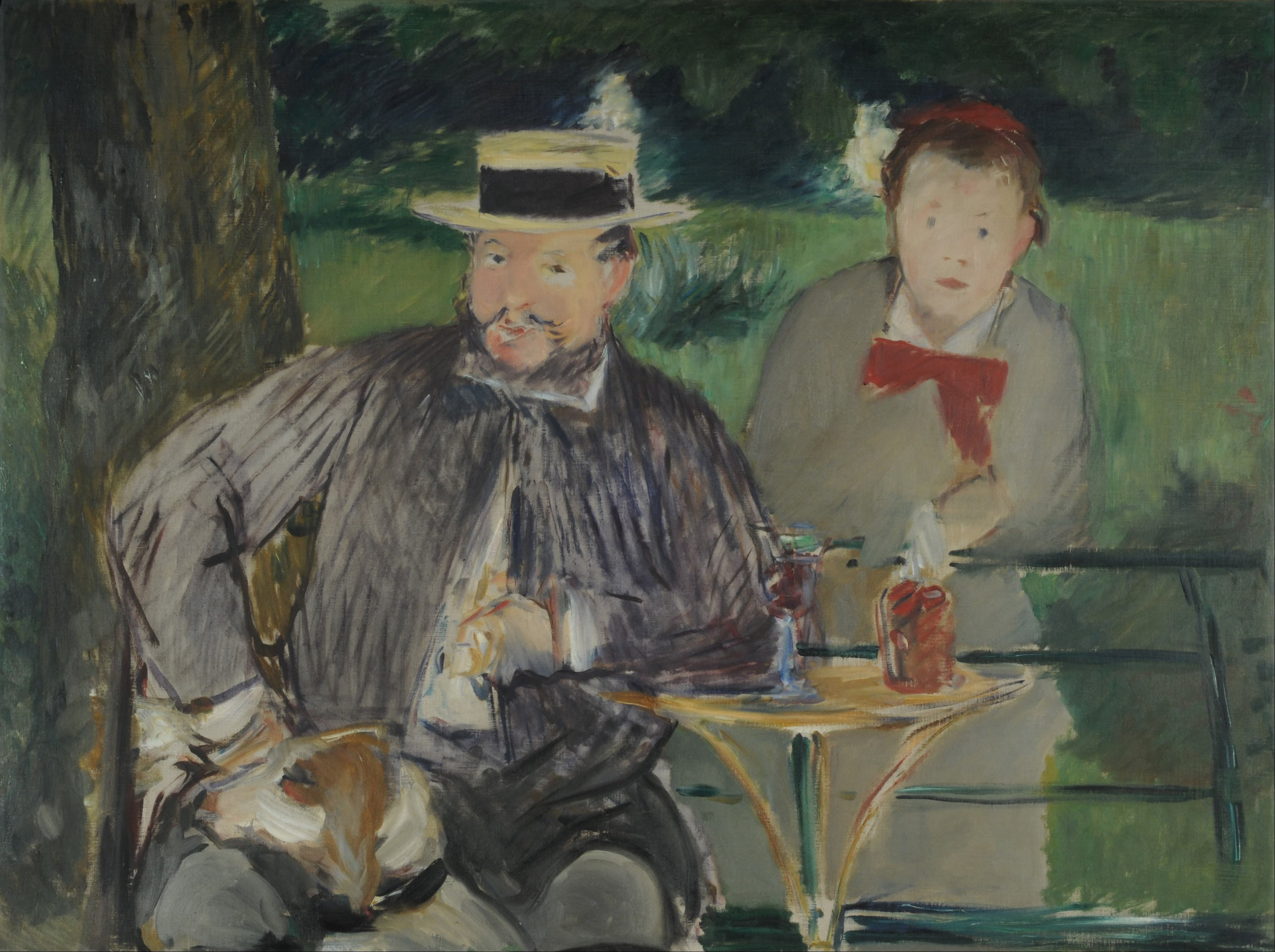
エドゥアール・マネ『エルネスト・オシュデとその娘マルト』1876年、ブエノスアイレス国立美術館

エルネスト・オシュデ（Ernest Hoschedé, 1837年12月18日 - 1891年3月19日）は、フランスパリで百貨店を経営していた実業家。美術コレクターであったが、1877年に破産し印象派の絵画コレクションを失っている。1878年よりオシュデ家はクロード・モネと共同生活をする。エルネスト・オシュデの死の翌年、妻のアリス・オシュデはクロード・モネと結婚している。

## 人物
パリのデパートを経営する実業家であり、美術評論家、美術蒐集家。印象派の後援者としても知られ、クロード・モネ、エドガー・ドガ、カミーユ・ピサロ、アルフレッド・シスレーの作品を購入し集めていた。
妻はベルギー出身のアリス（1844年 - 1911年）。エルネストは、パリの南モンジュロンにアリスが相続していたロッタンブール城を所有し、友人を招いては狩りや宴を催していた。
経営難により1877年に倒産。絵画コレクションは1878年にオークションにかけられてしまう。オシュデはクロード・モネときわめて公私共に密接に関わっており、破産した翌年の1878年にはモネと共同生活を営んでいる。家族ぐるみの付き合いだが、妻アリスをめぐってオシュデとモネの関係は次第に悪化していく。オシュデの死後、妻を亡くしていたモネは、アリスと再婚した。
なお、オシュデの娘ブランシュ（1865年 - 1947年）とモネの息子ジャン（1867年 - 1914年）も結婚している。

## エルネスト・オシュデの子供
- マルト・オシュデ（Marthe Hoschedé、1864-1925）-　1900年にアメリカ人画家、セオドア・アール・バトラーと結婚。
- ブランシュ・オシュデ（Blanche Hoschedé、1865-1947）-　1897年にクロード・モネの息子、ジャン・モネ（1867-1914）と結婚。
- スザンヌ・オシュデ（Suzanne Hoschedé、1868–1899）-　1892年にアメリカ人画家、セオドア・アール・バトラーと結婚。
- ジャック・オシュデ（Jacques Hoschedé、1869-1941）
- ジェルメーヌ・オシュデ（Germaine Hoschedé、1873-1968）- 1902年に結婚。美術史家のPhilippe Piguet(1946- )の祖母。
- ジャン＝ピエール・オシュデ（Jean-Pierre Hoschedé、1877 - 1961）- 1903年に結婚。歌手、TV司会者のドロテ(本名はフレデリク・オシェデ、1953- )の祖父。